# Dionysiuskirche (Debstedt)

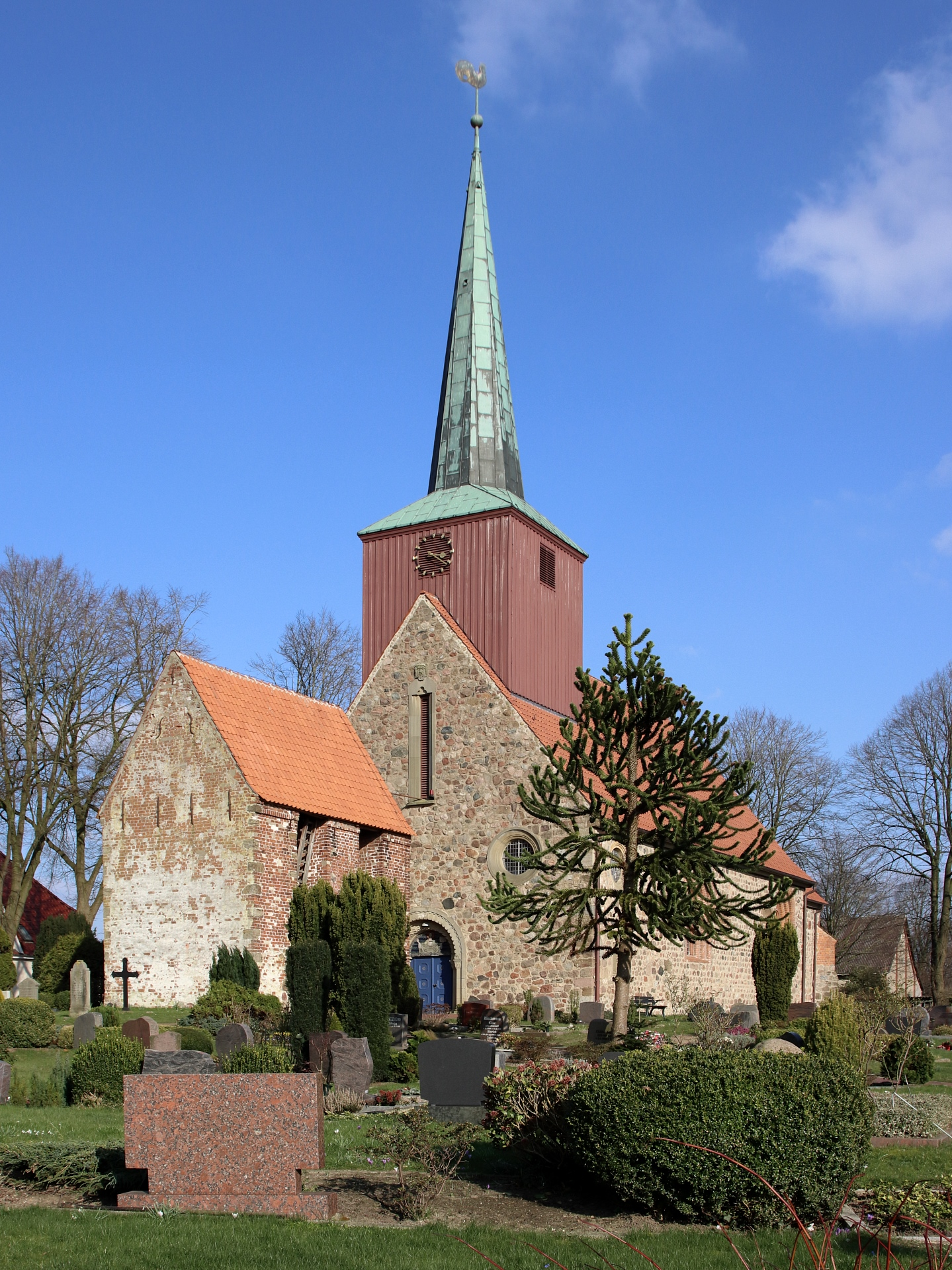
St. Dionysiuskirche in Debstedt

Die Dionysiuskirche (St. Dionysius) im niedersächsischen Ortsteil Debstedt der Stadt Geestland ist eine evangelisch-lutherische Kirche.
Das Gebäude und der Kirchhof stehen unter Denkmalschutz (siehe auch Liste der Baudenkmale in Geestland).

## Geschichte

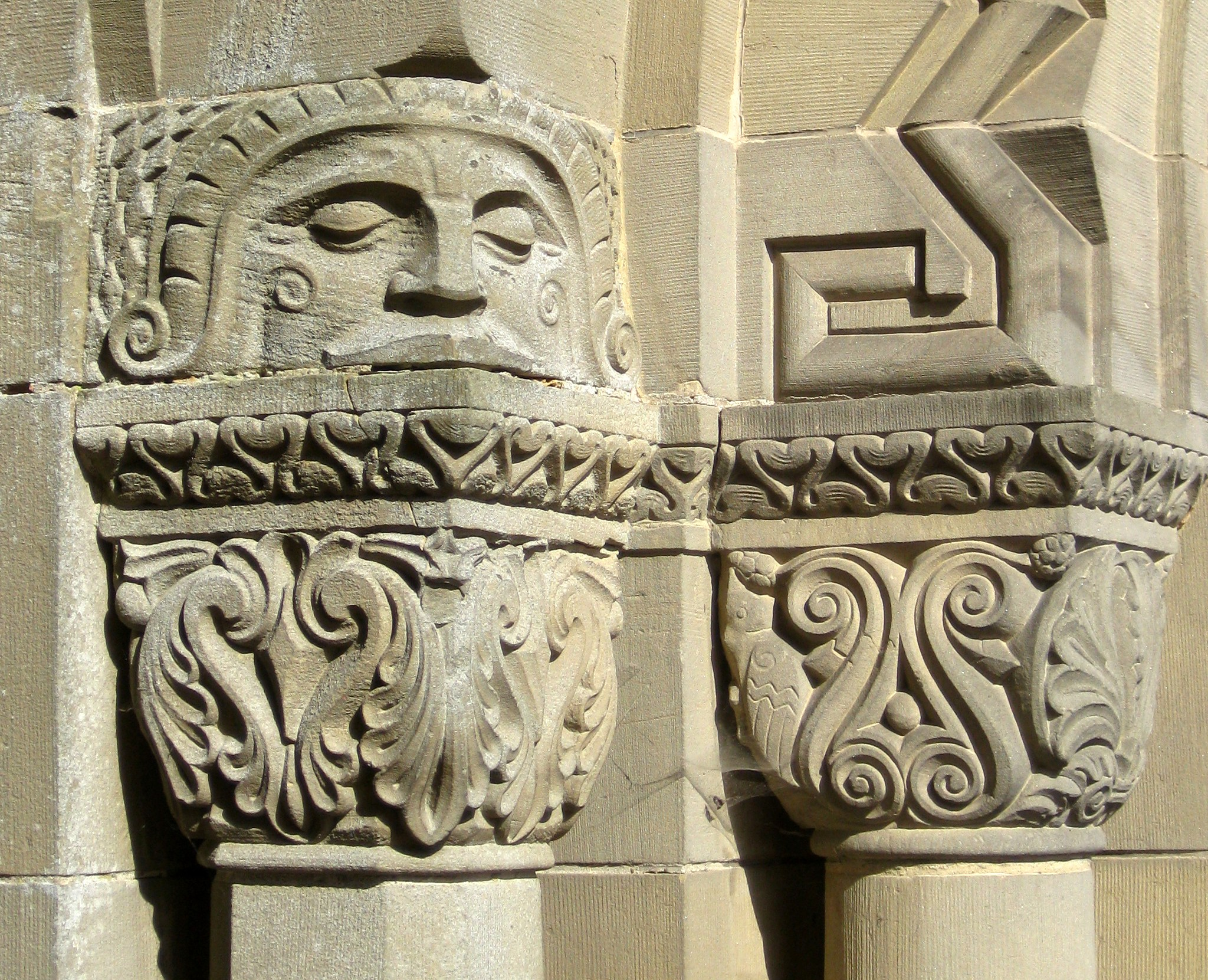
Kapitell am Eingang der Dionysiuskirche, 1913

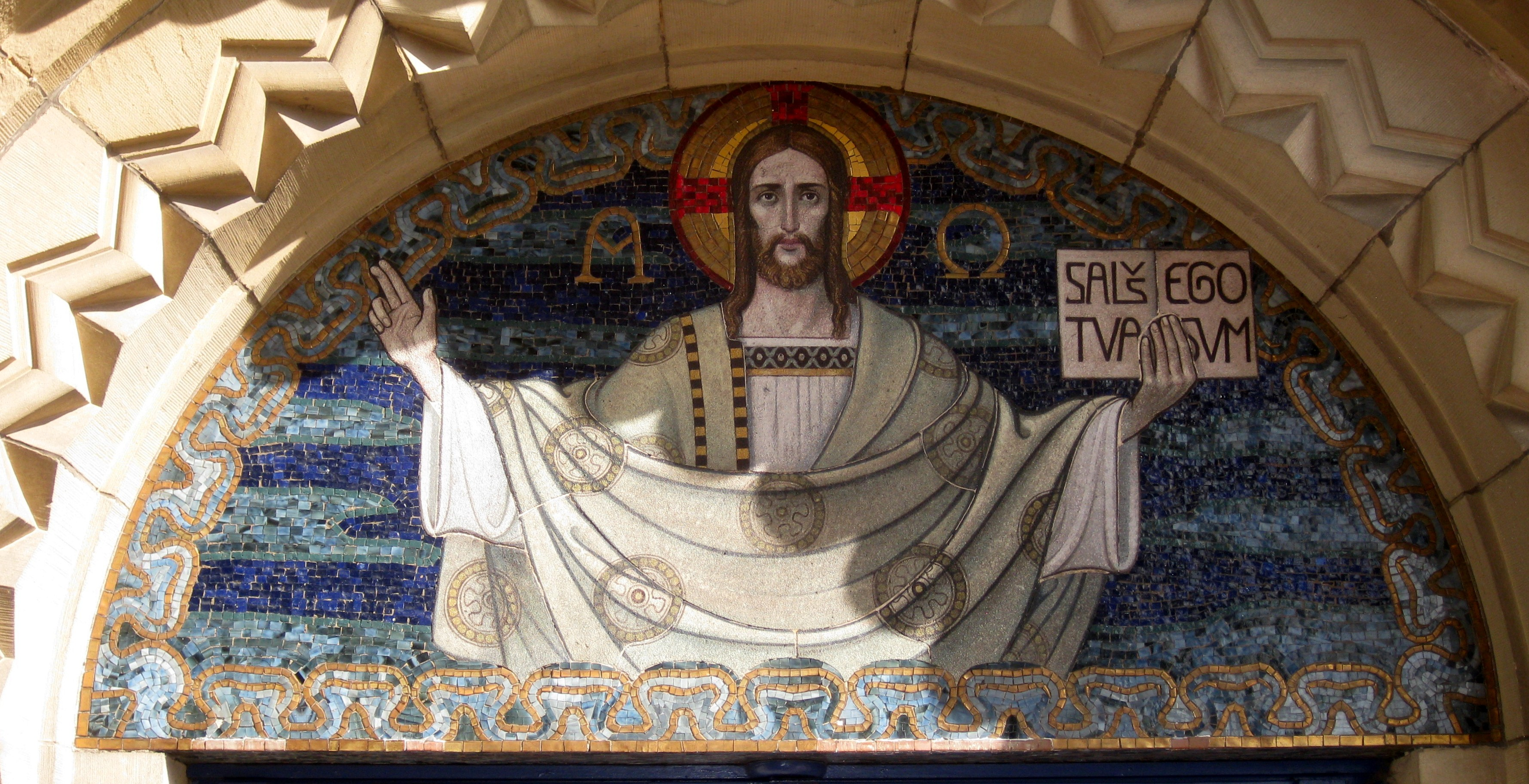
Mosaikbild des Pantokrators (Weltenherrschers) am Eingang, 1913

### Die alte Kirche
Die Pfarrkirche ist um 1200 im Kirchdorf Debstedt erbaut worden. Das Kirchdorf bestand seit dem 11. Jahrhundert und war ein regionaler Mittelpunkt und Marktort der damaligen Börde. Im einflussreichen Kirchspiel Debstedt waren ebenfalls Debstedterbüttel, Langen, Sievern, Wehden, Laven und Spaden eingepfarrt.
Der Namensgeber der Pfarrkirche Dionysius von Paris war im 3. Jahrhundert Missionar in Gallien, erster Bischof von Paris und christlicher Märtyrer.
Die Dionysiuskirche ist ein einschiffiger Saalkirche aus der Spätromanik mit einem eingezogenen rechteckigen Chor. Die Kirche ist weitgehend aus lagerhaftem Felssteinmauerwerk errichtet worden mit einer Mauerstärke zwischen 1,25 und 1,40 Meter. Sie liegt in landschaftlich schöner Lage auf einem flachen von Bäumen umgebenen und mit Feldsteinen eingefassten angehobenen Gelände.
Westlich steht aus Backsteinmauerwerk ein freistehender Glockenturm mit Satteldach aus dem 13. Jahrhundert.

### Wiederaufbau 1913

Ruine nach dem Brand vom 13. Juli 1912

Bei einem Brand vom 13. Juli 1912 wurde die Kirche weitgehend zerstört sowie 26 Wohnhäuser und Gehöfte des Dorfes. Beim Wiederaufbau von 1913 wurde die Kirche durch den Architekten Alfred Sasse (Hannover) nach Norden um etwa 3 Meter verbreitert und auch nach Westen, zum Eingang hin verlängert. Seitdem hat sie nach außen zwei unterschiedliche Längsseiten. Auf der ursprünglichen Südseite von Schiff und Chor ist der Stil der alten Felssteinkirche erhalten geblieben. Auch die Ostwand ist noch ursprünglich. In der Südwand des Schiffes befinden sich drei romanische Rundbogenfenster mit Laibungen aus Portasandstein sowie zwei große, im 16. Jahrhundert eingebrochene, gotische Spitzbogenfenster mit Laibungen aus Backsteinen.
Kirchenschiff und Chor haben ein einfaches Satteldach. An der Westseite wurde ein neuer, hölzerner, quadratischer Turm mit einem achteckigen Dachreiter aufgesetzt. Die Kirche hatte unter den Folgen des Zweiten Weltkrieges stark gelitten. Der baufällig Dachreiter wurde 1965 durch einen neuen ähnlichen Dachreiter ersetzt.
Der Kirchhof ist auch Begräbnisstätte mit alten Grabsteinen des 18. und 19. Jahrhunderts.

### Glockenturm
Der Glockenturm neben der Kirche überstand weitgehend den Brand von 1912. Die ältere der beiden Glocken wurde 1586 gegossen, die zweite 1711. Diese Glocke wurde im Zweiten Weltkrieg für Rüstungszwecke beschlagnahmt. 1961 wurde dafür eine Glocke von der Glockengießerei Otto aus Bremen gegossen.

## Ausstattung

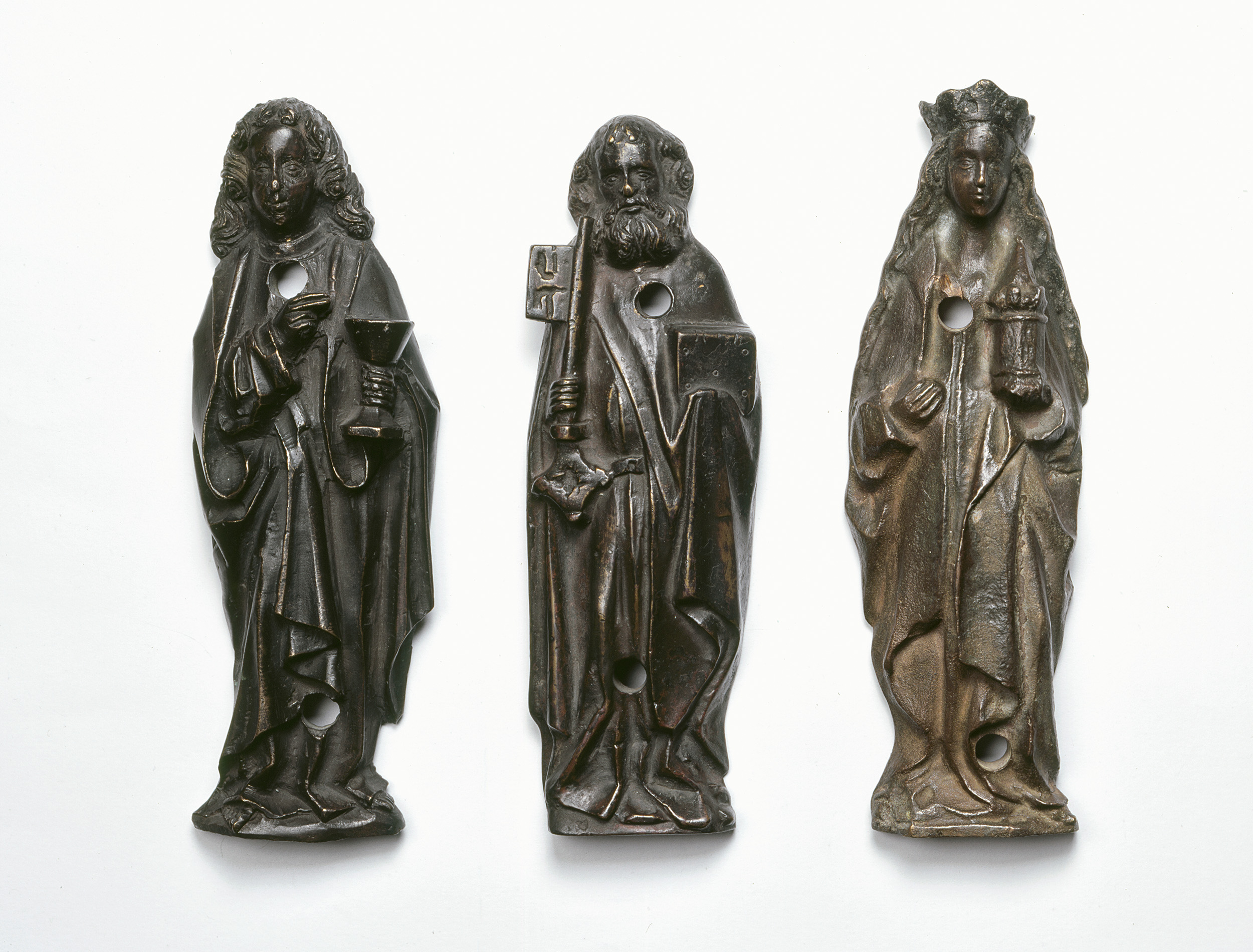
Drei Bronzefiguren vom Taufbecken aus Debstedt, 1497, jetzt im Focke-Museum Bremen

### Taufkessel
Der bronzene Taufkessel wurde 1497 von Gottfried Klinghe aus Bremen gegossen und 1515 in seiner jetzigen Form aufgestellt. Vier wilde Männer, die auf Löwen aus Sandstein reiten, tragen den verzierten Taufkessel. Die Kesselwandung ist in 13 kielbogige Blenden gegliedert und mit separat gearbeiteten, stark hervortretenden Figuren geschmückt. In den Feldern ist der gekreuzigte Christus mit Maria und Johannes dargestellt sowie Apostel und Heilige. Der Kessel überstand den Brand von 1912 nur erheblich beschädigt, der reich geschmückte Holzdeckel ging 1912 in Flammen auf. 1936 wurde der Kessel restauriert und von mindestens drei der Figuren Abgüsse angefertigt. Zwei Abgüsse und eine Originalfigur (Johannes Ev.) befinden sich seit 1988 im Focke-Museum in Bremen, ein Abguss der Johannesfigur ist in den Taufkessel eingefügt.

### Orgel
1912 verbrannte auch die alte Orgel von 1768, erbaut von dem Bederkesaer Orgelbauer Petersen. Die nach dem Brand eingebaute Orgel wurde schon nach fast 60 Jahren unbrauchbar. Die jetzige Orgel von 1971 wurde von der Firma Hammer aus Arnum bei Hannover gebaut.

## Geistliche
- Dietrich Martin Matthaei (1708–1762), Pastor
- Werner Rodde (1726–1804), Pastor 1784 bis 1804
- Justus Alexander Saxer (1801–1875), Pastor 1844 bis 1847
- Georg Haccius (1847–1926), Pastor von 1889 bis 1890